# 米爾克里克鎮區 (印地安納州方廷縣)
米爾克里克鎮區（英語：Millcreek Township）是位於美國印地安納州方廷縣的一個行政鎮區。

## 地方資料
根據2010年美國人口普查的數據，米爾克里克鎮區的面積為111.20平方千米，當中陸地面積為110.60平方千米，而水域面積為0.60平方千米。當地共有人口1406人，而人口密度為每平方千米12.64人。